# 부여 무량사 영산전
부여 무량사 영산전은 충청남도 부여군 무량사에 있는 조선시대의 영산전이다. 2010년 12월 30일 충청남도의 문화재자료 제413호로 지정되었다.

## 개요
영산전은 극락전, 천왕문을 잇는 조축선상과 지교되는축선상에 자리하고 있는 건물이다. 영산전은 영가산(靈駕山)에서 석가가 설법하던 <법화경>의 영산회상을 상징하는 건물로 일명 팔상전이라고도 부른다.
건물규모는 정면 3칸, 측면 2칸의 장방형평면을 하고 있다. 가구는 5가량로대들보, 종보를 동자주를 사용하여 결구하는 간략한 방식이다. 기단은 막돌을 6단쌓은 위에 축조하였는데 자연석을 덤벙주초 방식으로 사용하였다. 기둥은 모두 원형단면의 것이나 좌측면에는 방형단면, 우측면에는 원형단면의 것을 사용하였는데 크기는 다른 기둥에 비하여 매우 적다. 기둥 위에는 초익공을 사용하였는데 앙서 끝에 연화로 장식하였으며, 보머리는 봉황두를 끼워 놓았다. 벽면은 정면 어칸의 2짝 세살창을 제외하고는 모두 판장벽으로 마감하였다.

## 참고 문헌
- 부여 무량사 영산전 - 국가유산청 국가유산포털